# Robert Firth
Robert Edwin Firth (Birmingham, 20 febbraio 1887 – 1966) è stato un calciatore e allenatore di calcio inglese.

## Carriera

### Giocatore
Firth giocò per il Birmingham Corporation Transport e Golders Green, prima di giungere al Birmingham. Segnò il suo primo gol ufficiale, in Football League, il 10 dicembre 1910 in una gara contro il Lincoln City finita 1-0 per il Birmingham. Dopo aver lasciato il St Andrew's, Firth andò al Wellington Town (oggi Telford United) e al Nottingham Forest. Nel giugno del 1921 si trasferì al Port Vale dove segnò cinque gol in una stagione.

### Allenatore
Firth iniziò ad allenare nel 1930 con il Racing Santander. Nella stagione 1930-1931 ottenne il secondo posto alle spalle dell'Athletic Bilbao che risultò vincente solo grazie alla differenza reti. Nella stagione successiva il Racing conquistò un buon quarto posto.
Nel 1932, Firth fu chiamato a guidare il Madrid CF che allenò per due stagioni e con il quale vinse un campionato spagnolo e due campionati regionali.

## Palmarès

### Allenatore
- Campionato spagnolo: 1

Madrid CF: 1932-1933